# Polyalthia sclerophylla
Polyalthia sclerophylla är en kirimojaväxtart som beskrevs av Joseph Dalton Hooker och Thomas Thomson. Polyalthia sclerophylla ingår i släktet Polyalthia och familjen kirimojaväxter. Inga underarter finns listade i Catalogue of Life.